# Медовець буруйський
Медо́вець буруйський (Lichmera deningeri) — вид горобцеподібних птахів родини медолюбових (Meliphagidae). Ендемік Індонезії.

## Поширення і екологія
Буруйські медовці є ендеміками острова Буру. Вони живуть в гірських і рівнинних тропічних лісах і чагарникових заростях. Зустрічаються на висоті від 800 до 2050 м над рівнем моря.